# 13184 Augeias
A 13184 Augeias (ideiglenes jelöléssel 1996 TS49) egy kisbolygó a Naprendszerben. Eric Walter Elst fedezte fel 1996. október 4-én.